# Chōon
Chōon (em japonês: 長音) ou bōsen (棒線), é uma vogal longa, com dois ou mais mora de duração, representado pelo chōonpu (長音符), também conhecido como onbiki (音引き), bōbiki (棒引き) ou Katakana-Hiragana Prolonged Sound Mark ("marca de som prolongado no katakana-hiragana"), pelo Unicode Consortium, símbolo japonês cuja forma é uma linha horizontal ou vertical no centro do texto, com a largura de um caracter kanji ou kana. É escrito horizontalmente no texto horizontal (ー), e verticalmente no texto vertical (｜). O chōonpu costuma ser usado para indicar o som de uma vogal longa no silabário katakana, embora isso seja feito raramente no hiragana e nunca no japonês romanizado. O chōonpu é uma marca diferente do traço, e na maioria das fontes japonesas isto pode ser facilmente percebido.
O símbolo costuma ser usado com o hiragana; um exemplo pode ser visto em placas de restaurantes de ramen, onde pode-se ler らーめん. O hiragana, no entanto, não costuma se utilizar do chōonpu e sim de outra vogal kana para expressar este som. A seguinte tabela mostra os equivalentes costumeiros no hiragana, utilizados para formar uma vogal longa, utilizando o ha-gyō como exemplo:
| Romaji  | Hiragana | Katakana |
| ------- | -------- | -------- |
| hā      | はあ     | ハー     |
| hī      | ひい     | ヒー     |
| fū (hū) | ふう     | フー     |
| hē      | へえ     | ヘー     |
| hō      | ほお     | ホー     |

No Unicode, a forma fullwidth tem o valor U+30FC, enquanto a forma halfwidth tem o valor U+FF70 - ambas para a escrita horizontal.

## Exemplos
- ミスター (misutaa, do inglês mister, "senhor")
- スーパーマーケット (supamaketto, do inglês supermarket, "supermercado")
- エドゥアード (Eduaado, forma de escrita do nome próprio Eduardo)